# Megaselia tripartita
Megaselia tripartita är en tvåvingeart som beskrevs av Borgmeier 1961. Megaselia tripartita ingår i släktet Megaselia och familjen puckelflugor. Inga underarter finns listade i Catalogue of Life.